# 高銀金融

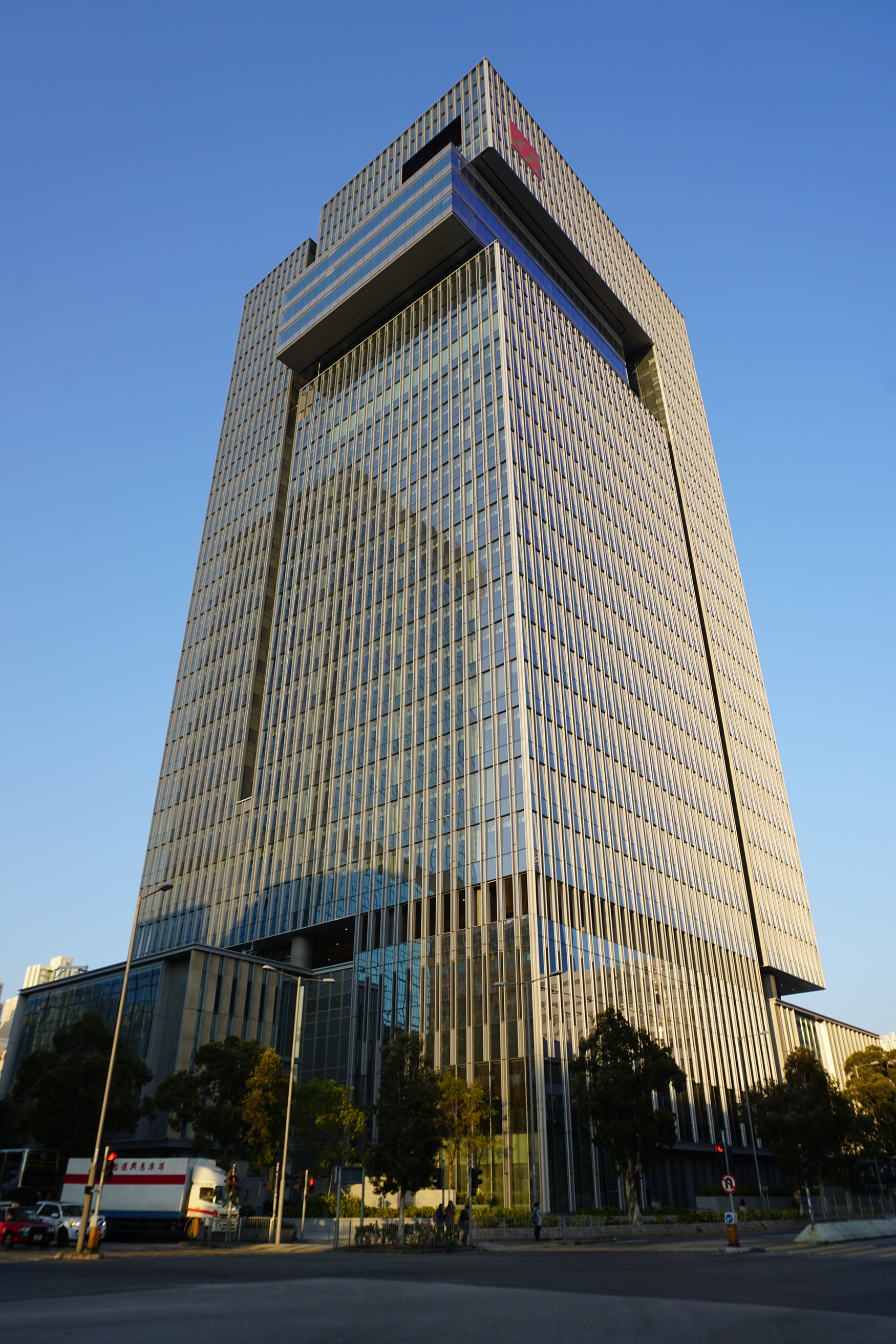
位於九龍灣的高銀金融國際中心

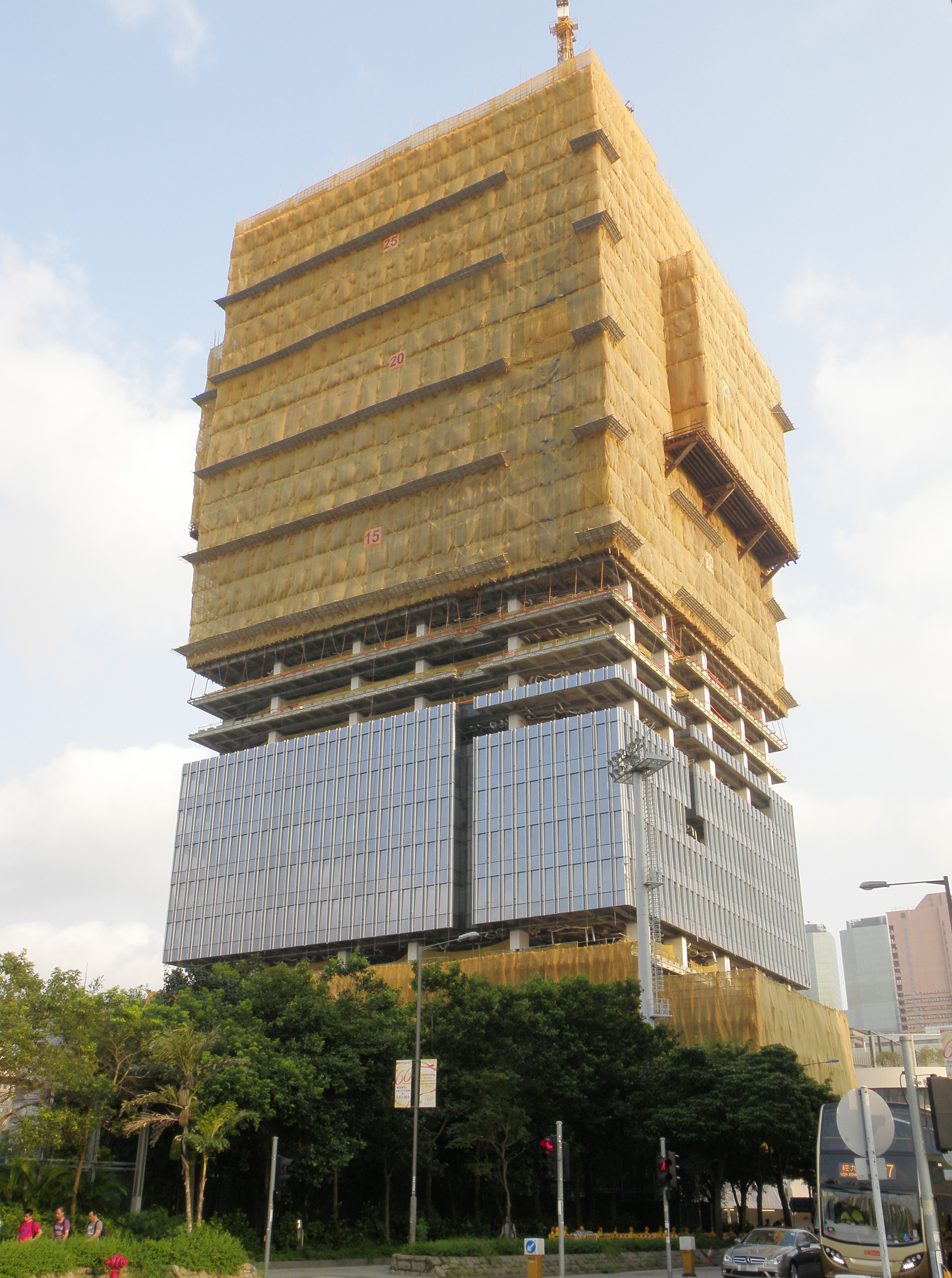
建築中的高銀金融國際中心

高銀金融（集團）有限公司（英語：Goldin Financial Holdings Limited），於百慕達註冊成立，主席潘蘇通。該公司前身是廣益國際（Fortuna International），2009年5月改為現時名稱後借殼上市，並在2023年10月被除牌，之前港交所：0530。高銀金融的主要業務是投資控股，附屬公司的業務有保理服務、金融投資、酒品、物業發展等。

## 業務
2011年6月中，集團餐廳業務長期虧損，加上成本上漲，遂計劃出售餐廳業務。
2011年7月，高銀金融牽頭財團以34.32億港元投得九龍灣商貿地，並興建高銀金融國際中心，於2016年10月入伙。
2015年6月30日，該公司約70%股權由潘蘇通及其全資擁有的高銀金融地產控股有限公司直接或間接持有。
2016年3月2日，該公司旗下金鋑有限公司以63.81億港元（8.21億美元），相當於每呎樓面地價約10,890元（1,401美元），投得何文田常盛街的九龍內地段第11257號的用地。
2016年12月22日，港資公司高銀金融（集團）牽頭之高鉎投資成功投得港鐵何文田站上蓋項目。
2018年4月24日，高銀金融以總代價124.03億元，向集團主席兼大股東潘蘇通出售何文田常盛街的九龍內地段第11257號的用地60%權益，以及港鐵何文田站物業發展項目第一期50.1%權益。
2018年4月24日，高銀金融以56.08億元，向潘蘇通購入九龍灣高銀金融國際中心40%權益完成出售及增購九龍灣高銀國際中心權益後，高銀金融成為以收租、酒店及飲品業務為主，並退出地產發展業務。
2018年4月25日，華融國際金融以7.033億港元出售何文田站物業發展項目第一期16.5%予潘蘇通。
2018年11月14日，地政總署公布高銀金融和潘蘇通分別持有60%及40%權益的合資公司「迅富國際有限公司」，以89.075億港元奪得啟德發展計劃第4B區4號地盤的新九龍內地段第6591號的用地，地盤面積約為104,497平方呎，最高樓面面積為574733平方呎，平均樓面呎價15,497元。
2019年4月16日，高銀金融以21.62億元向潘蘇通收購持有啟德發展計劃第4B區4號地盤的項目公司迅富國際有限公司40%股權及相關股東貸款。
2019年5月15日，地政總署公布高銀金融旗下駿騰投資有限公司以111.2447億元投得啟德4C區4號商業及酒店地盤的新九龍內地段第6546號用地，地盤面積約115,089平方呎，以最高樓面面積863,165平方呎計，平均樓面呎價12,888元，當中不少於25.8947萬至43.1579萬方呎的樓面須作酒店用途，其餘則可作商業或酒店配套樓面。但不足一個月，6月11日以香港局勢不穩為理由取消購入所投得的用地，被政府沒收約2,500萬元訂金。
2020年5月11日，高銀金融以總代價70.4億元，向Top Family Group Limited出售啟德發展計劃第4B區4號地盤的項目。
2020年7月13日，由於高銀金融拖欠德銀債項，其總部所在的高銀金融國際中心作為抵押品被接管。其後，高銀發出公告指現正尋求償還債項，以贖回該物業。
2020年10月18日，高銀金融向獨立第三方FONG Tim出售持有位於香港九龍東的高銀金融國際中心的Goal Eagle全部股權，交易金額143億港元，估計交易後錄得虧損20億元。
2020-2022年，公司旗下的傲玟遲遲不可交樓。公司提供兩個選擇：1. 繼續等交樓 2. 取消合約，在7天內退款。但業主等了半年還沒收到退款。
2023年10月13日，共同臨時清盤人收到聯交所發出信件，表示基於公司未能履行復牌指引以及未能於9月30日前復牌，聯交所上市委員會根據上市規則已決定取消公司的上市地位。

## 外部連結
- 高銀金融 （页面存档备份，存于）